# Taílson
José Ilson dos Santos, dit Taílson, est un footballeur brésilien né le 28 novembre 1975. Il était attaquant.